# Harvey Charters
Harvey Charters   (North Bay, 8 de maig de 1912 - North Bay, 17 de juliol de 1995) fou un piragüista canadenc que va competir durant la dècada de 1930.
El 1936 va prendre part en els Jocs Olímpics de Berlín, on disputà dues proves del programa de piragüisme. Fent parella amb Frank Saker, guanyà la medalla de plata en la competició del C-2 10.000 metres i la de bronze en la de C-2 1.000 metres.